# Corps Consulaire
Corps Consulaire (Abkürzung CC, frz. für Konsularisches Korps) ist die Bezeichnung für alle konsularischen Mitarbeiter eines Staates.
Abzugrenzen ist der Begriff vom Ausdruck Corps Diplomatique (Abkürzung CD, frz. für Diplomatisches Korps), der die Diplomaten einer Botschaft umfasst.

## Kfz-Kennzeichen

Kfz-Kennzeichen des Corps Consulaire

### Deutschland
In Deutschland werden Fahrzeuge im Dienste konsularischer Einrichtungen durch ovale Aufkleber mit den Buchstaben CC (Corps consulaire) kenntlich gemacht. Konsulatsfahrzeuge werden mit dem Zulassungsbezirk sowie einer Zahl zwischen 900 und 999, 9000 und 9999 sowie 90000 und 99999 gekennzeichnet.
Zurzeit sind in Deutschland ca. 4.000 Fahrzeuge mit diplomatischen Sonderkennungen zugelassen, davon 2.830 in Berlin.
Honorarkonsuln führen hingegen ein gewöhnliches Zivilkennzeichen, dürfen aber ebenso die Kennzeichnung durch das CC-Zusatzschild an ihrem Fahrzeug anbringen.

### Österreich
In  Österreich sind die Fahrzeugkennzeichen für Angehörige des Konsularischen Corps folgendermaßen aufgebaut: Zuerst steht ein Buchstabe, der das Bundesland anzeigt, in dem sich die betreffende konsularische Vertretung befindet:
B – Burgenland
G – Steiermark (eigentlich ST, jedoch wird hier G für Graz verwendet)
K – Kärnten
N – Niederösterreich
O – Oberösterreich
S – Salzburg
T – Tirol
V – Vorarlberg
W – Wien
Danach folgt ein weiterer Buchstabe, der den konsularischen Status anzeigt: K (Konsul), danach ein Bindestrich und letztlich eine fortlaufend durchgezählte Zahl.
Beispiele:
GK-1  für einen Konsul in der Steiermark

### Schweiz
In der Schweiz tragen Fahrzeuge von Angehörigen des Konsularischen Corps ein vom Standort-Kanton des Konsulats ausgegebenes Kontrollschild nach dem Muster:
CC, in weißer Schrift in einem grünen Feld, gefolgt vom Kantonskürzel und zwei Zahlen, wovon die zweite Zahl den Entsendestaat kennzeichnet und die erste Zahl eine Laufnummer für die Fahrzeuge dieses Staates darstellt.

### Weitere Länder
- Namibia CC als Bestandteil des konsularischen Kfz-Kennzeichens
- Türkei CK:	
  - grüne Schrift auf weißem Grund: Diplomatisches Korps
  - weiße Schrift auf türkisfarbenem Grund: Konsularisches Korps
- Ungarn CK, rote Schrift auf weißem Grund